# Roslagsbanans Veterantågsförening

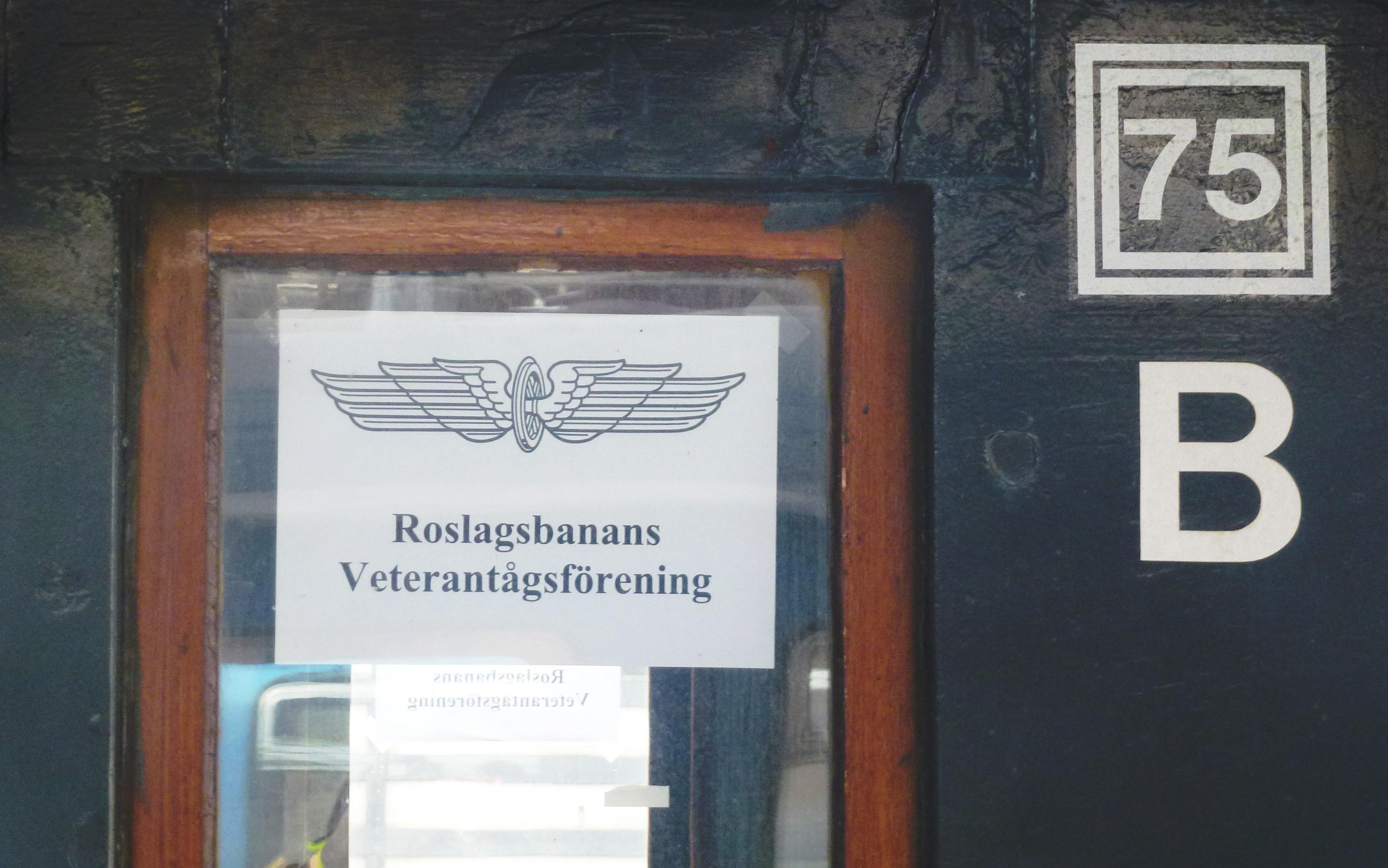

Roslagsbanans Veterantågsförening (RBV) bildades 1992 med syftet att bevara några av de äldre fordonen på Roslagsbanan när dessa ersattes av de "nya blå tågen" i början av 1990-talet. Stockholms Spårvägsmuseum står som ägare till tre äldre elmotorvagnar och två passagerarvagnar, medan RBV står för underhållet och använder fordonen i utflyktstrafik på det återstående Roslagsbanenätet. 
De tre motorvagnarna är: X3P 35 från 1934 med träkorg och X4P 37, grön och plåtklädd, tillverkad 1938. Den rustades till körbart skick 1994 efter att ha varit avställd. Dessa två vagnar är i trafik. Föreningens tredje motorvagn, X2P 33 från 1918, genomgår för tillfället[när?] en omfattande renovering. Denna var i början av 90-talet världens äldsta motorvagn i ordinarie trafik.
De två personvagnarna RBV har är BP 880 och 896. 880 är teakklädd med öppna plattformar, byggd 1914. Stålvagnen 896 är tillverkad 1954. Den är föreningens modernaste fordon. Det senaste tillskottet är resgodsvagnen Fp 229 från 1944.

## Bakgrund
När det stod klart att Roslagsbanans vagnpark skulle bytas ut bildades Roslagsbanans Veterantågsförening (RBv) 1992 för att rädda delar av den gamla vagnparken. Föreningen underhåller och renoverar tågen ideellt, hyr ut dem till chartertrafik samt ordnar viss trafik för allmänheten. Transdev bidrar med trafiktillstånd, Region Stockholm äger lok och vagnar genom Stockholms Spårvägsmuseum. Övrigt material, framför allt de äldre personvagnarna, har sålts vidare till museiföreningar i Sverige som har trafik för 891 mm smalspår men de flesta elektriska motorvagnarna har skrotats.

## Fordon
Föreningen RBV har ett lok, tre motorvagnar, två personvagnar och två godsvagnar. Renoveringen av motorvagn X2P 33 från 1918. som fram till 90-talet var världens äldsta personvagn i ordinarie persontrafik, är slutförd och vagnen är åter trafikduglig och nyttjas av föreningen. RBV håller till i lokstall på Östra stations bangård.
LOK
- Bdp 3254 – SRJ 54. 2 st tillverkade 1946, Tjänstevikt 36 ton, maxfart: 75 km/h. Loket var tänkt att kröna Spårvägmuseet vid Danvikstull men det var för tungt för taket, nu förvaltar istället RBV loket men i dagsläget är det ännu oklart vad som ska hända med det. Systerloket SRJ 55, ägs av ULJ och byggs om till dieselelektriskt lok.

MOTORVAGNAR
- X2P 33 – SRJ 16. 3 st tillverkade av ASEA 1918, Sittplatser, 2:a klass: 56, Tjänstevikt: 26,9 ton, Motoreffekt: 260 kW, Sth: 60 km/h. Vagnen har träkorg och är klädd i teak. Trafikduglig.
- X3P 35 – SRJ 18. 2 st tillverkade av ASEA 1934, Sittplatser, 2:a klass: 56, Tjänstevikt: 30 ton, Motoreffekt: 260 kW, Sth: 60 km/h. Vagnen har träkorg och är klädd i teak. Trafikduglig.
- X4P 37 – SRJ 121. 9 st tillverkade av ASEA 1938-40, Sittplatser, 2:a klass: 56, Tjänstevikt: 29,8 ton, Motoreffekt: 260 kW, Sth: 75 km/h. Vagnen är klädd i grön plåt. Trafikduglig.

PASSAGERARVAGNAR
- BP 880 – SRJ Co 68. 4 st tillverkade av ASEA 1914, Tjänstevikt: 19 ton, Sth: 75 km/h. Vagnen har träkorg, öppna plattformar och är klädd i teak. Trafikdugligt.
- BP 896 – SRJ Co 84. 15 st tillverkade av ASJ Linköping 1954, 72 sittplatser 2:a klass, Tjänstevikt: 16 ton, Sth: 75 km/h. Vagnen är klädd i grön plåt. Trafikdugligt men det används mer sällan.

GODSVAGNAR
- Fp 162 – SRJ F 229. 5 st tillverkade av Kalmar verkstad 1944, Tjänstevikt 9,5 ton, Lastar resgods 10 ton, Sth: 75km/h. Trafikdugligt, oftast med i sommartrafikens tåg då det används till barnvagnsutrymme.
- SJ NNrp 324156 – SRJ NNu 1034. Tillverkad av Orenstein & Koppel 1919. Ej i trafik. [1]

## Historiska vagnar, X3P 35 - SRJ 18

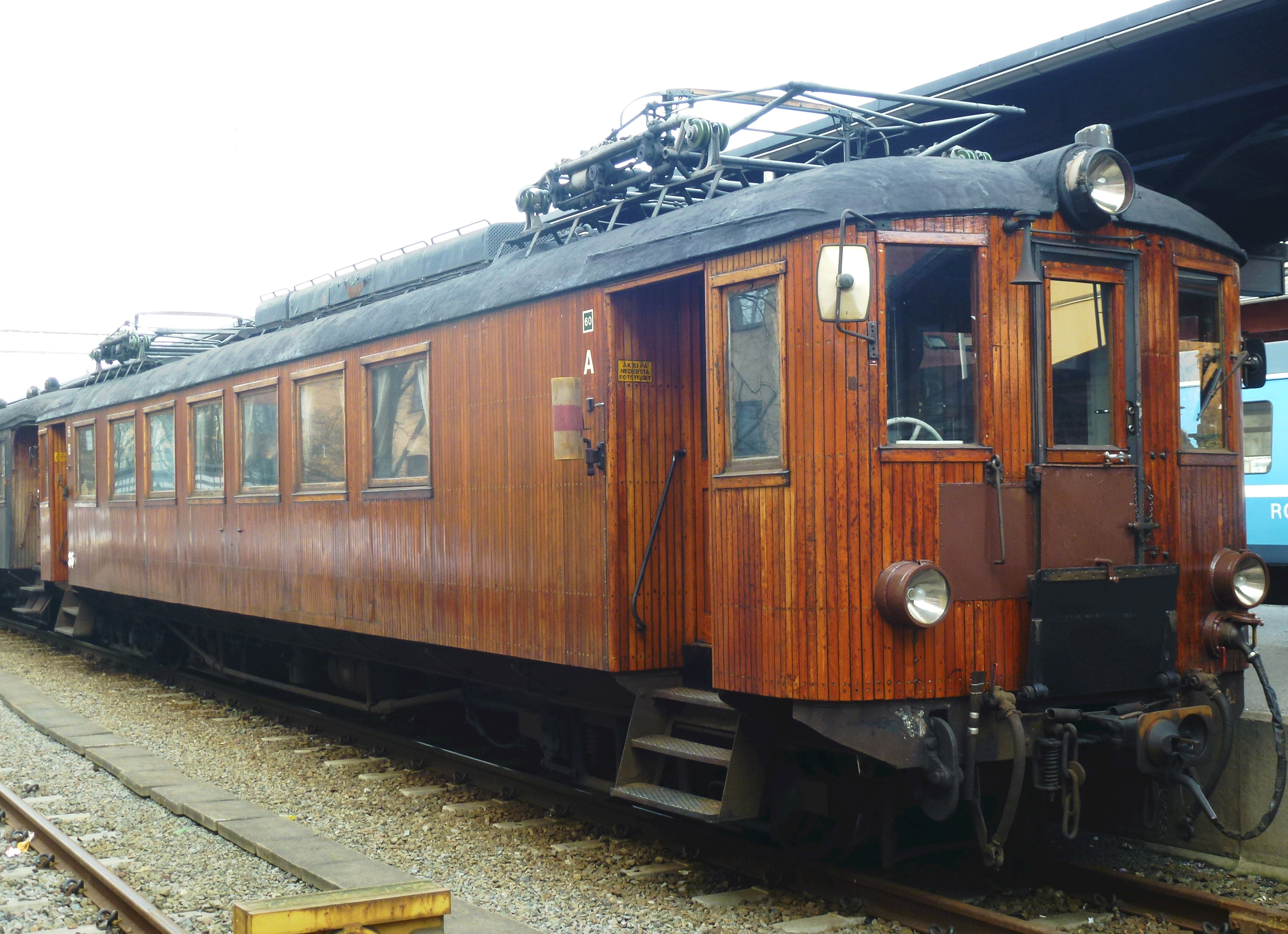
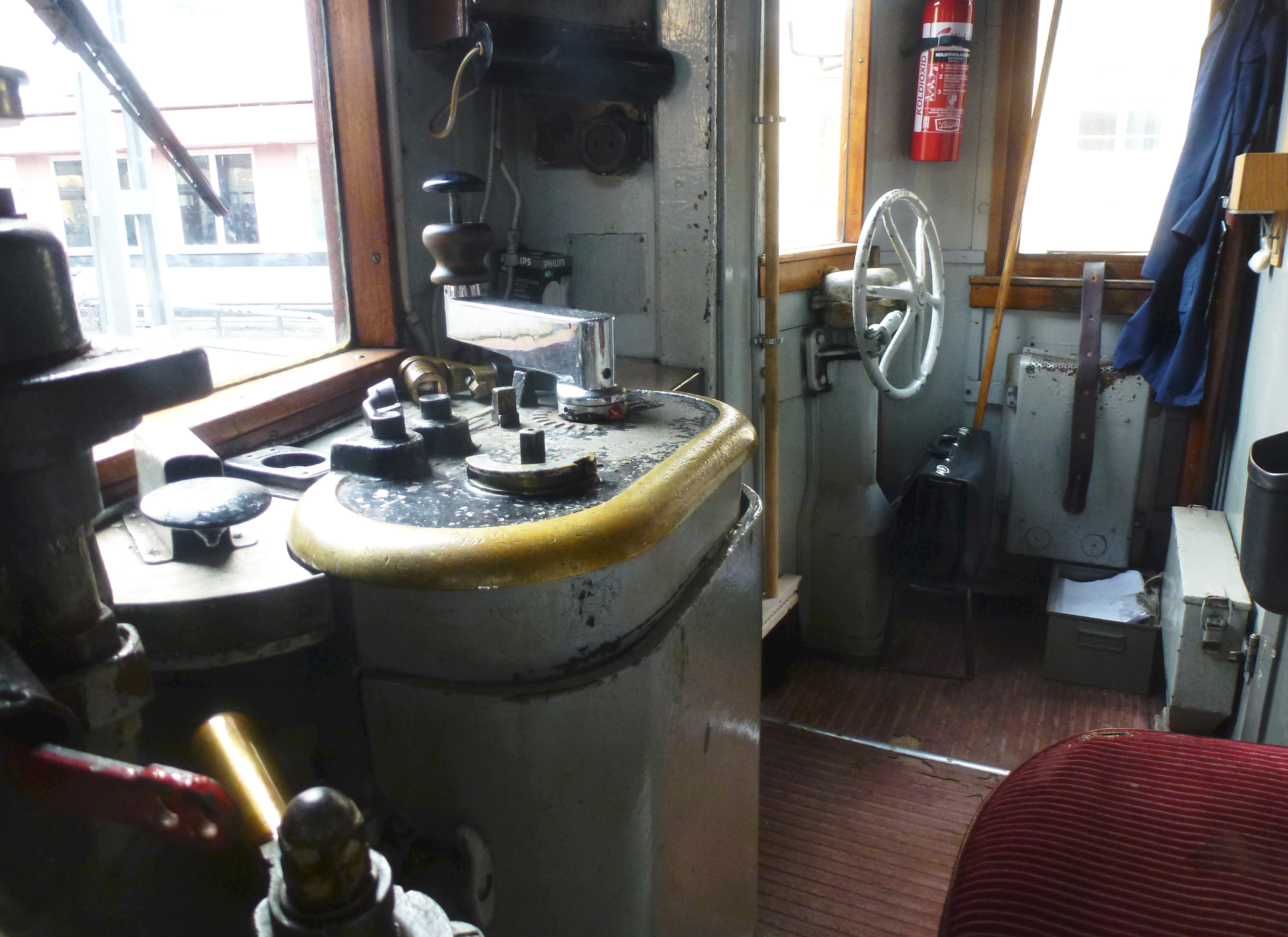
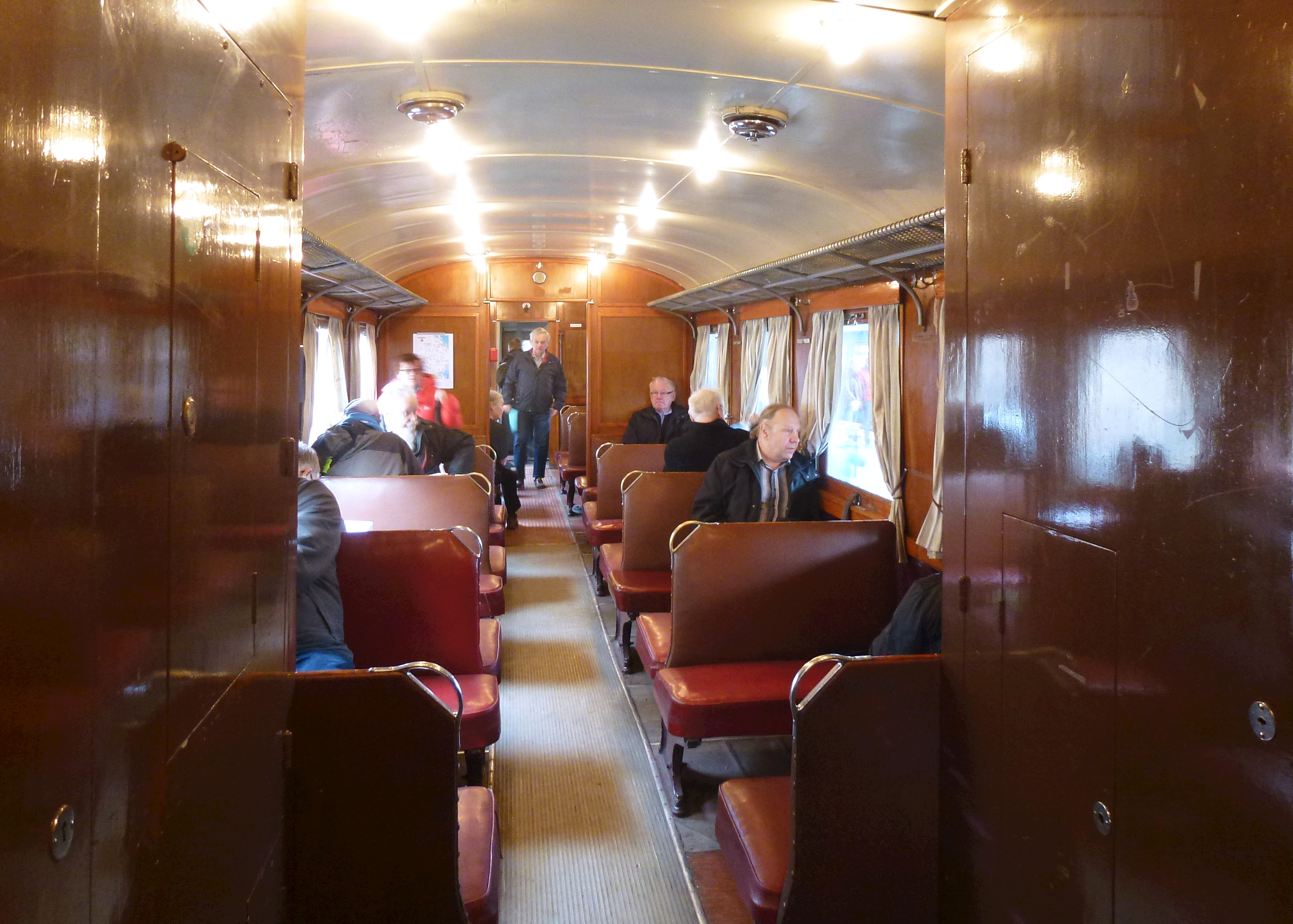
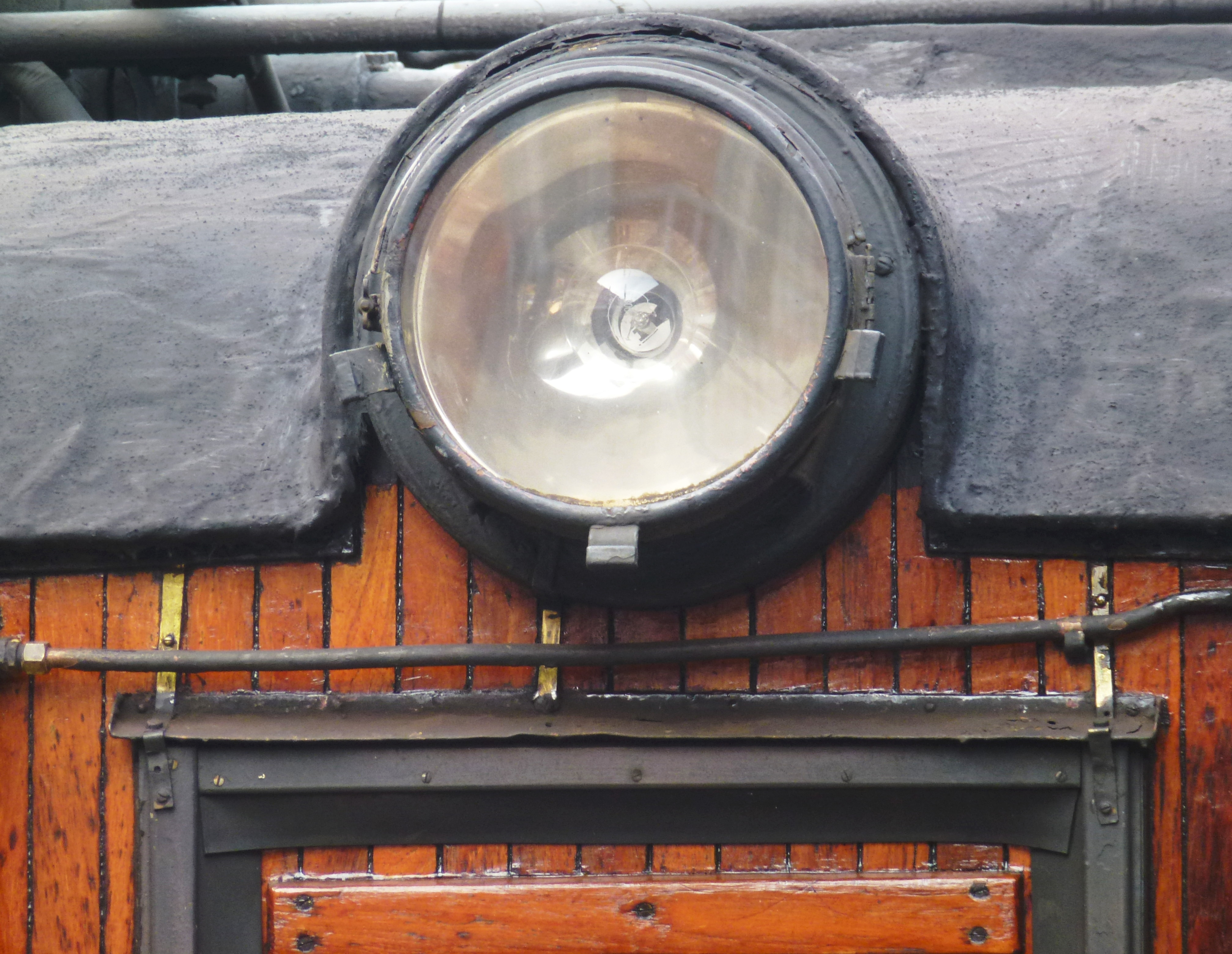

## Historiska vagnar, X4P 37 - SRJ 121

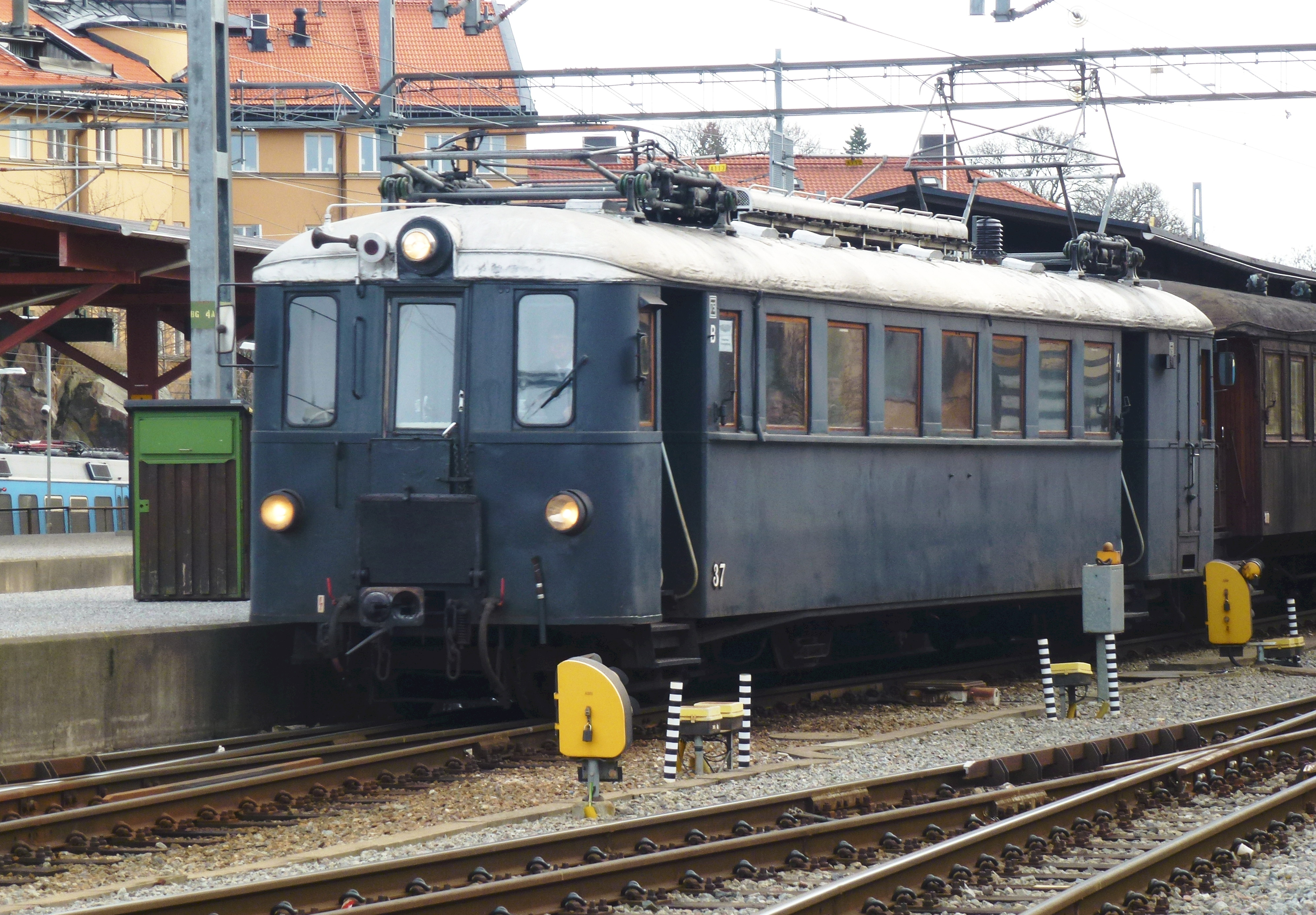
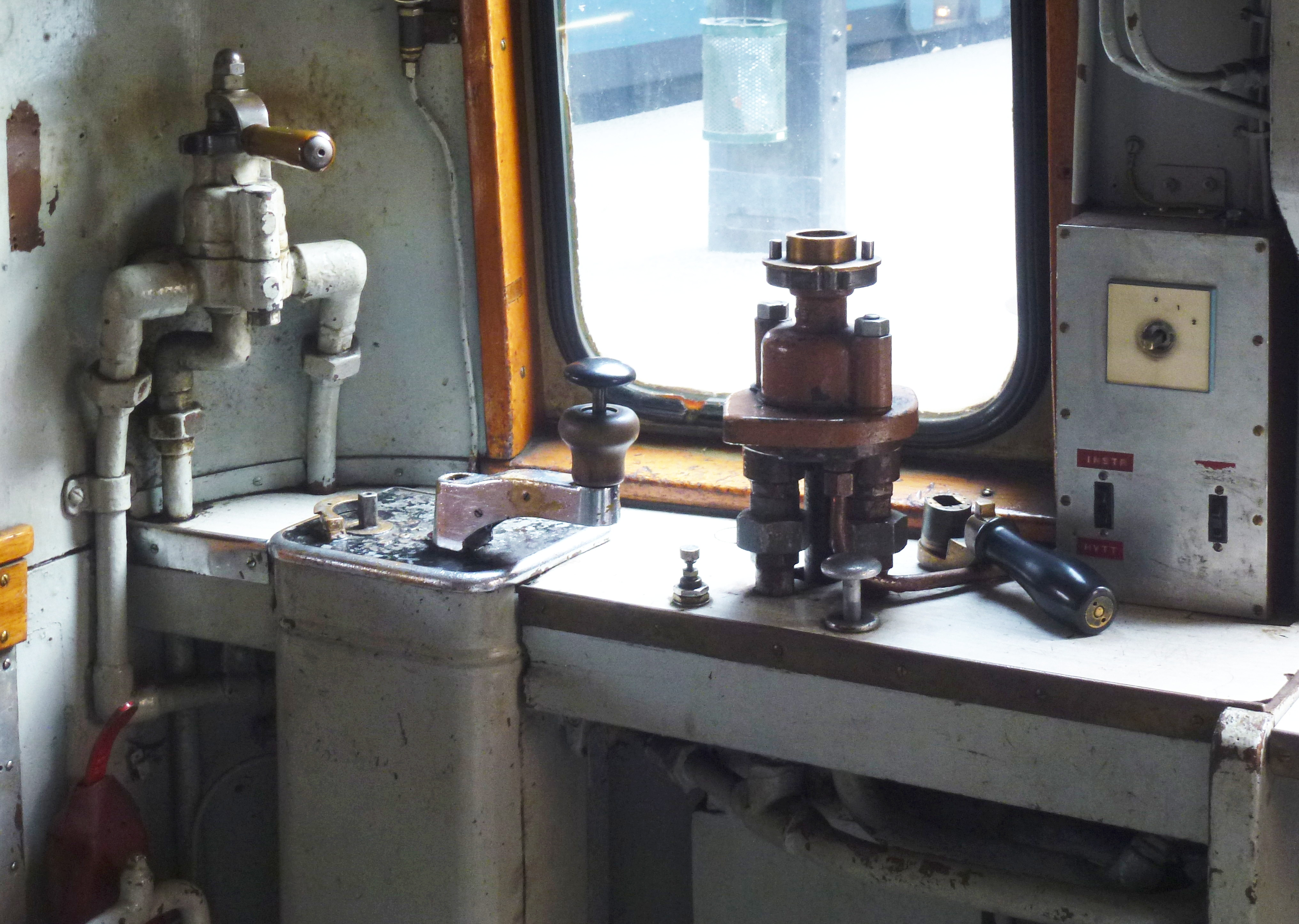
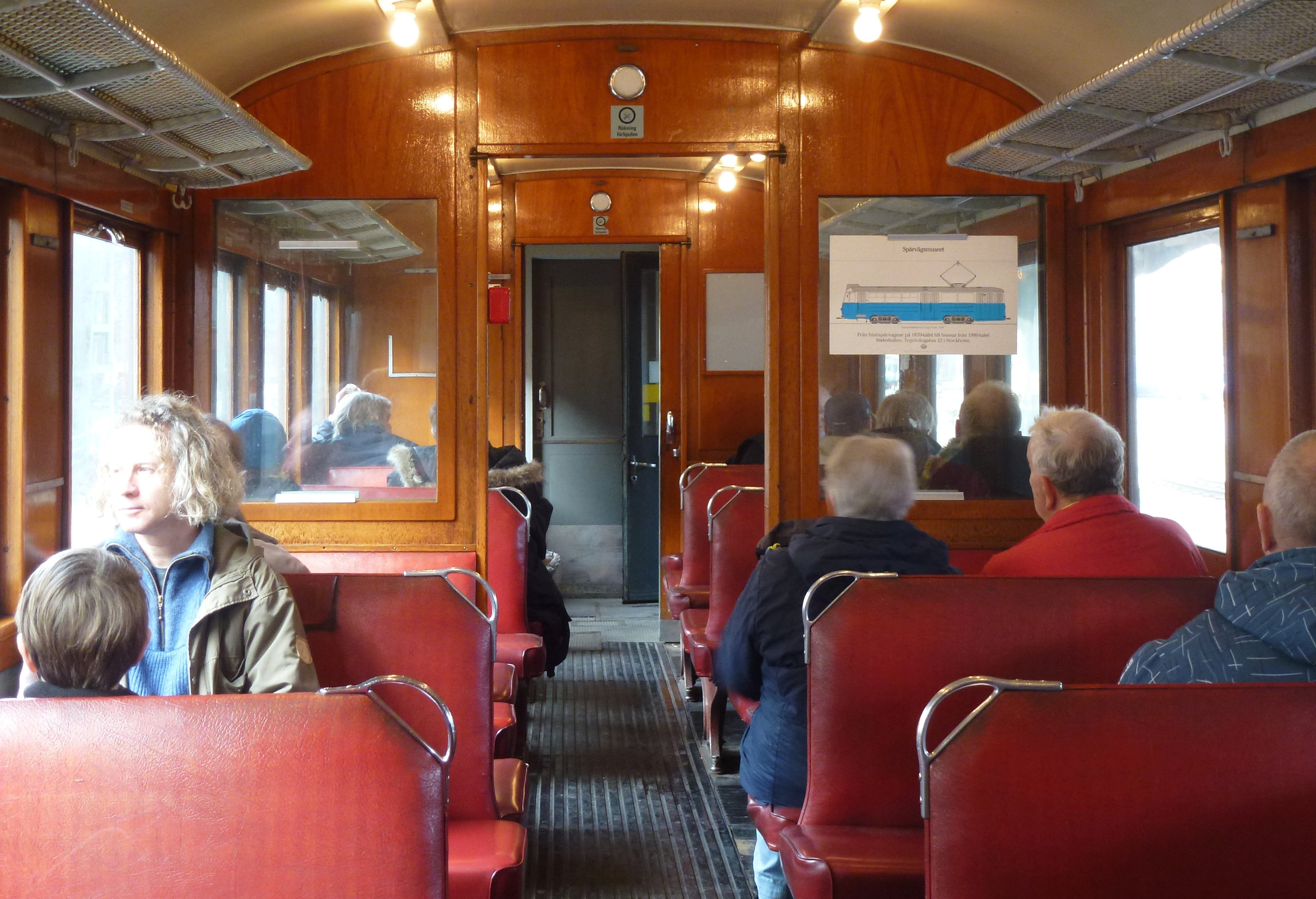
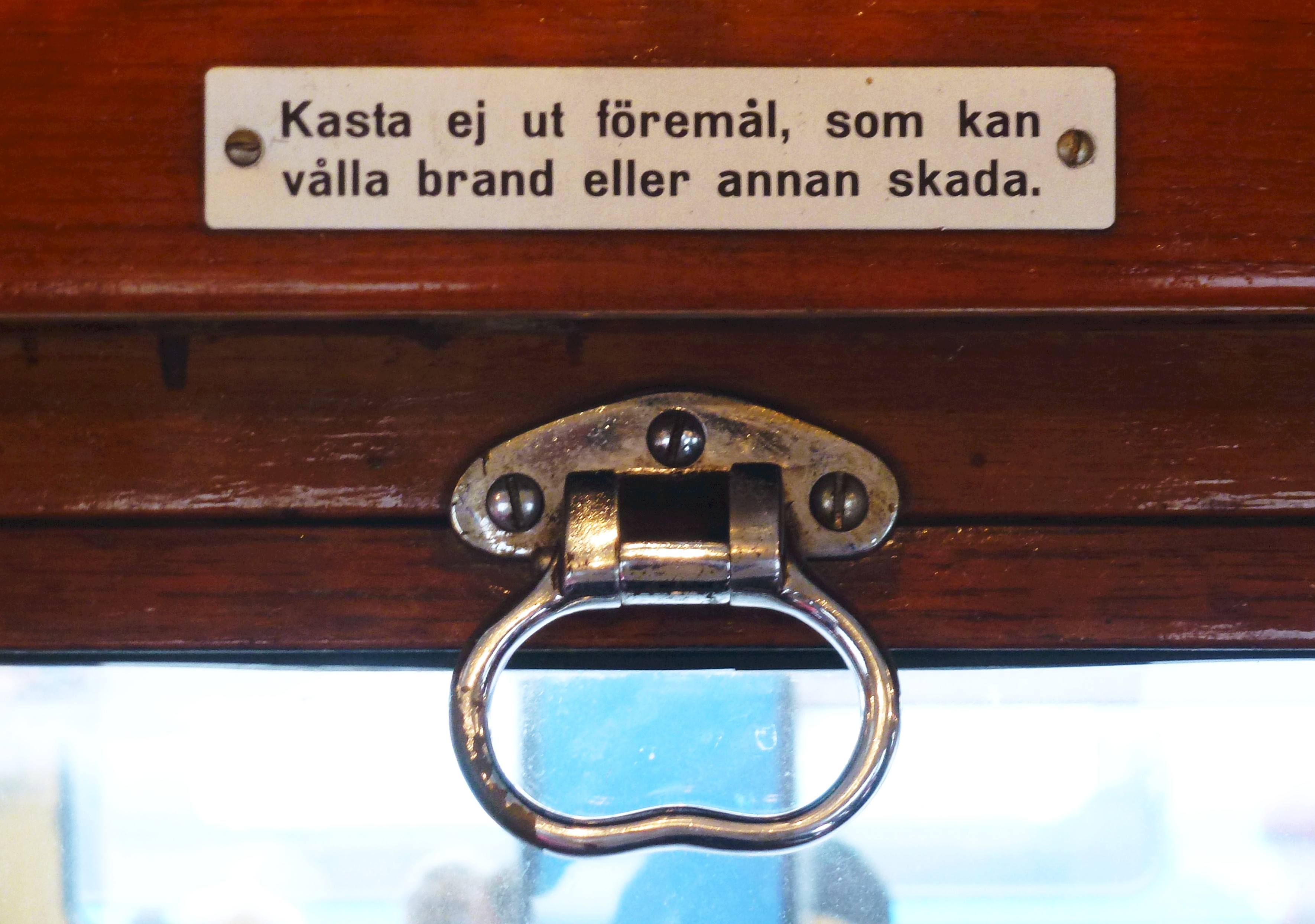

## Historiska vagnar, BP 880 - SRJ Co 68

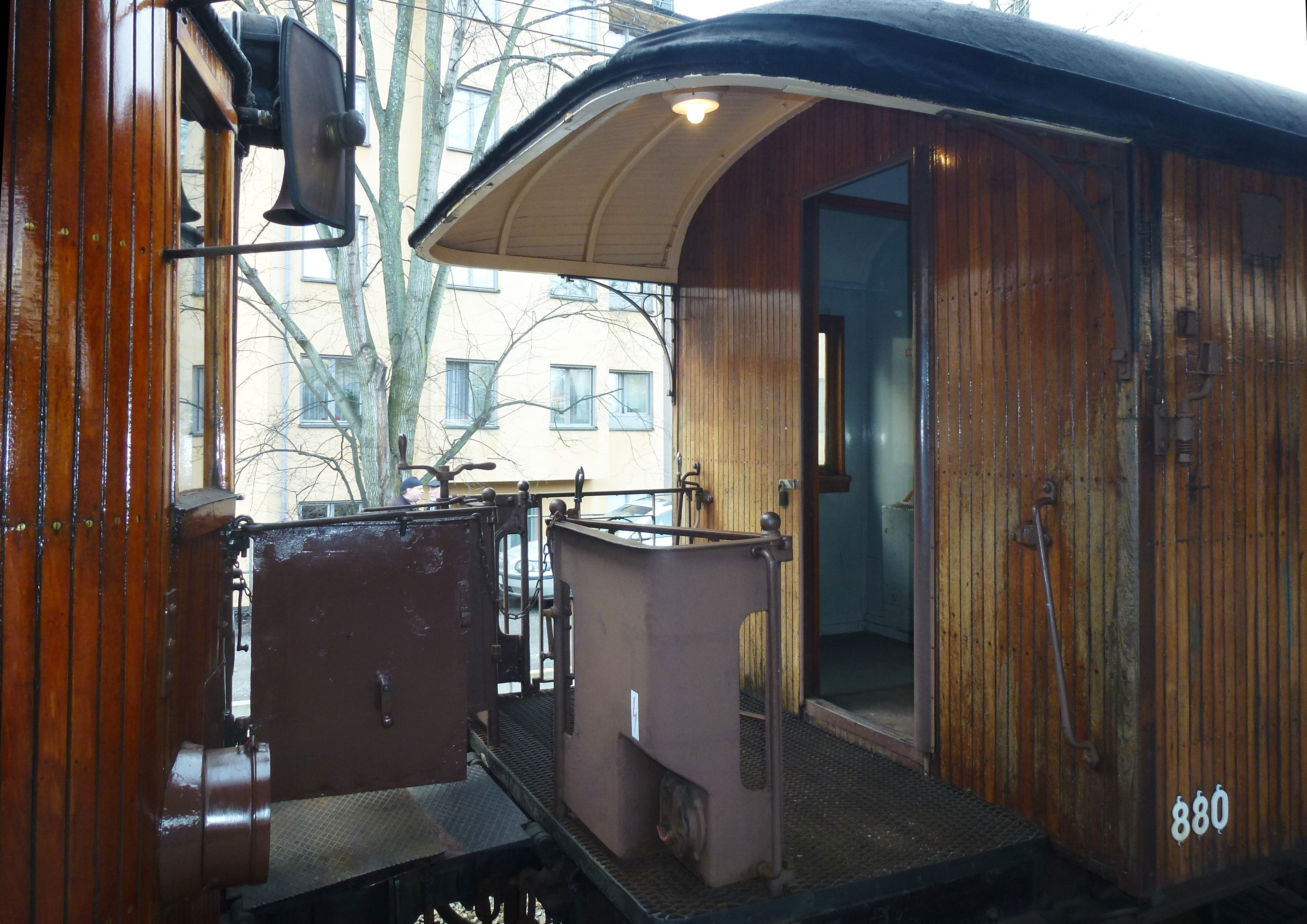
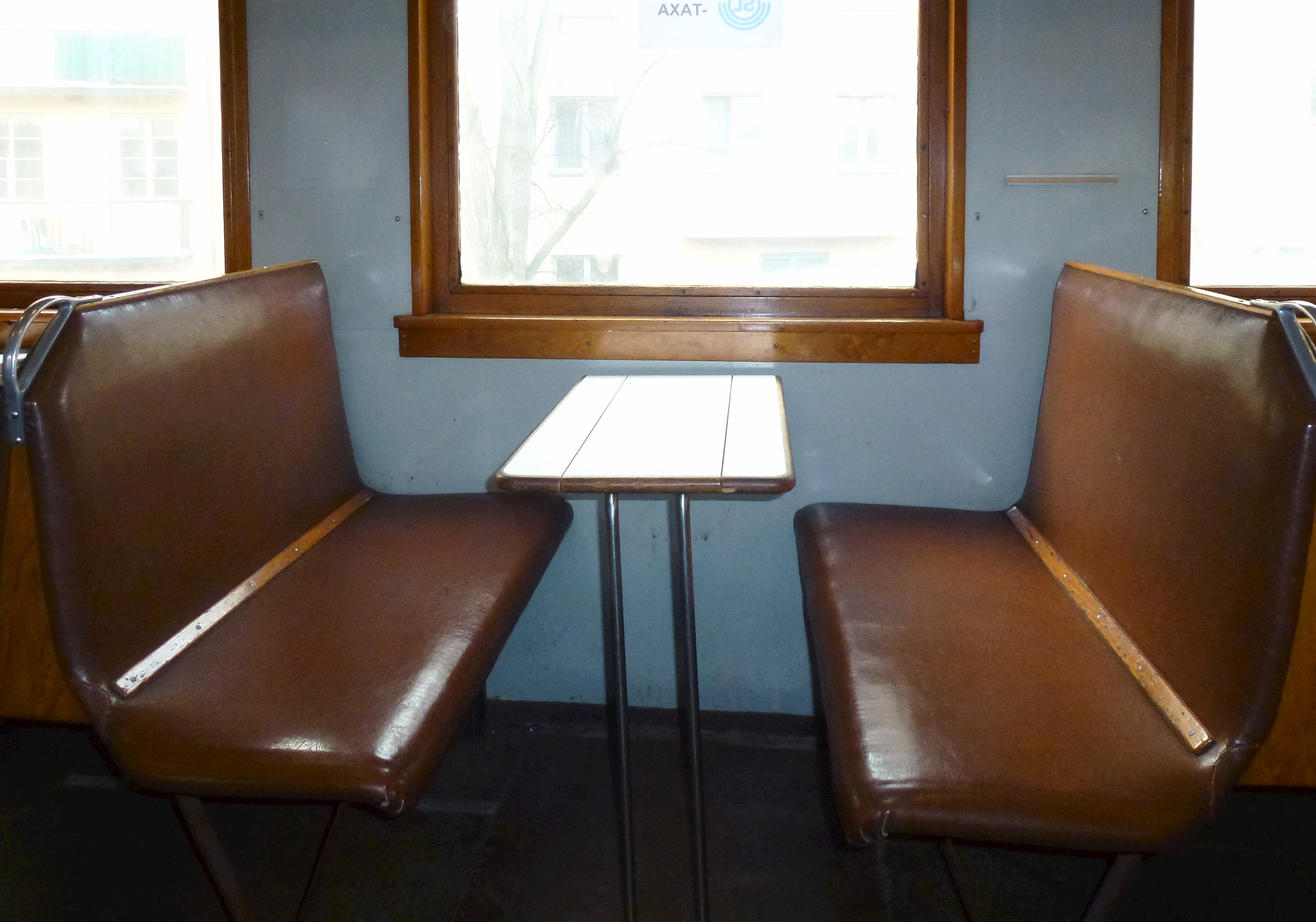
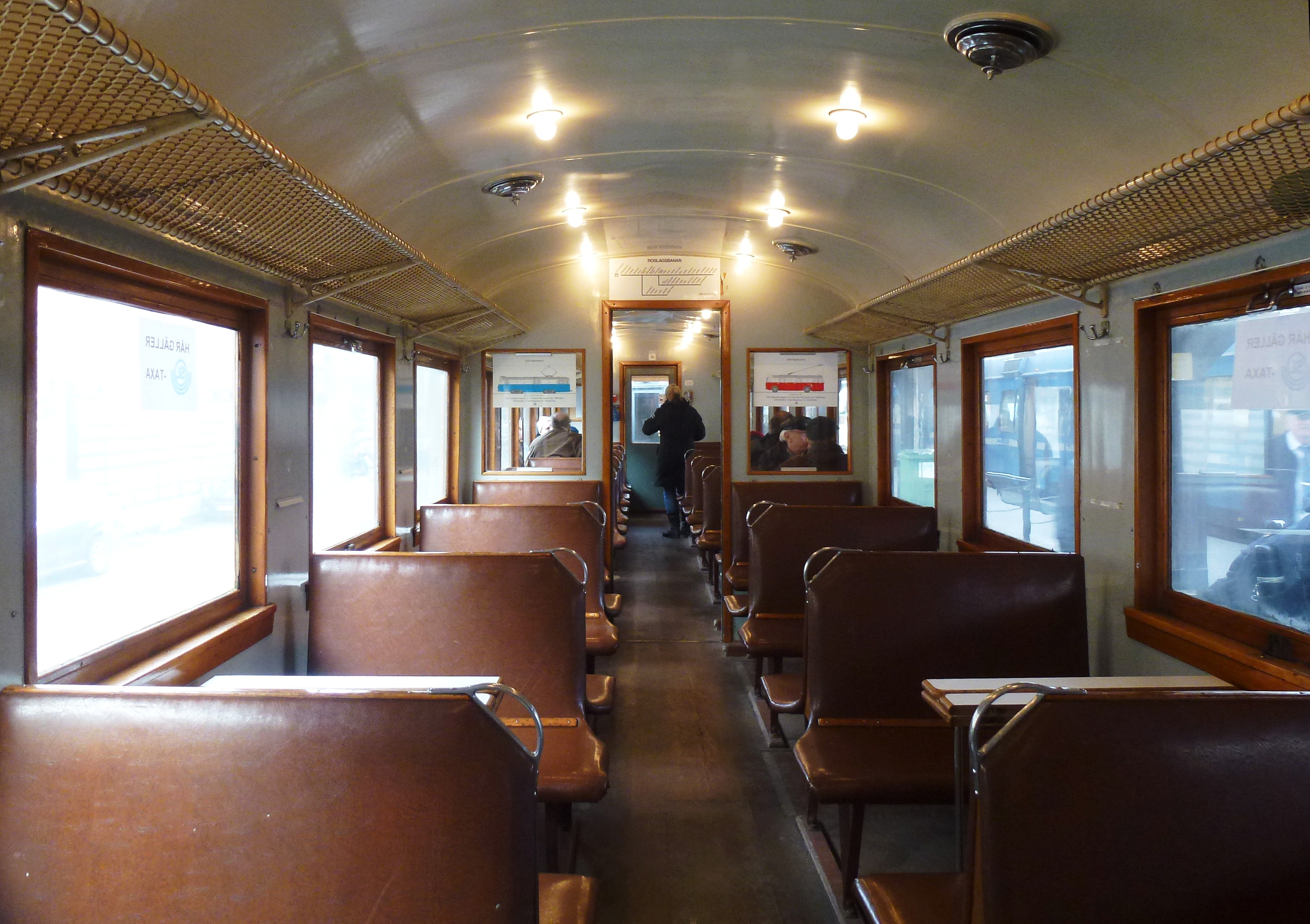
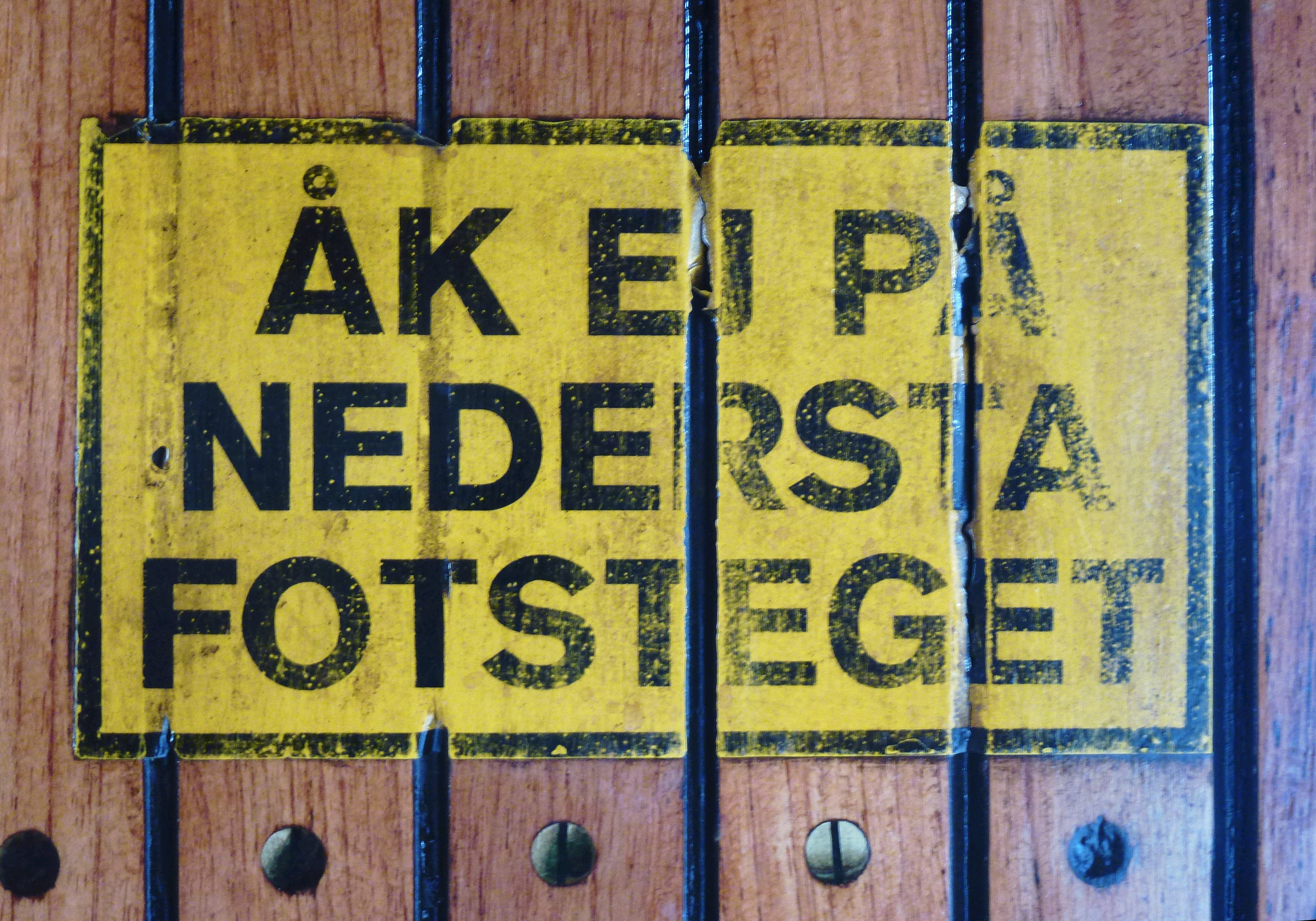

## Bilder, historiska fordon

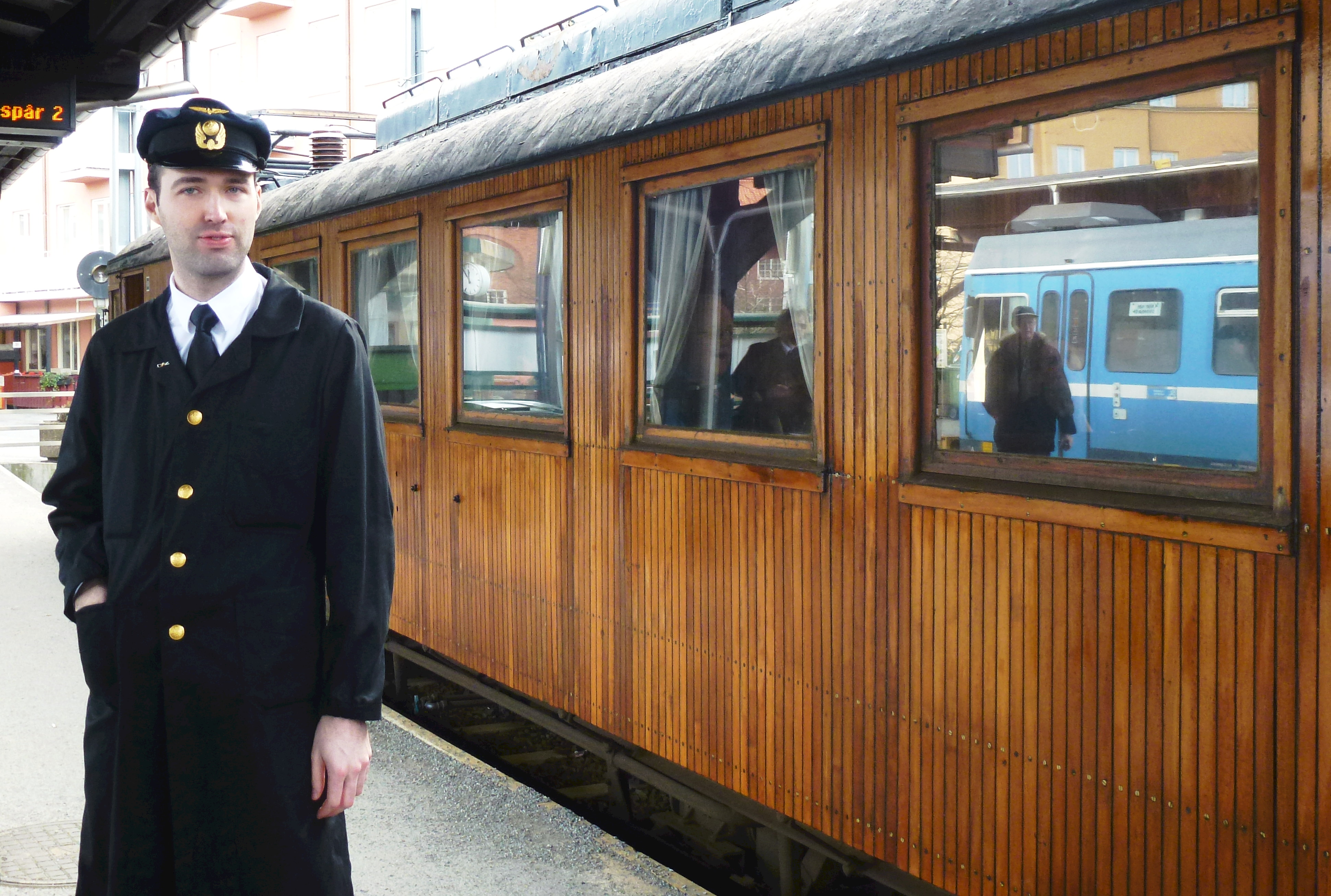
X3P 35 - SRJ 18
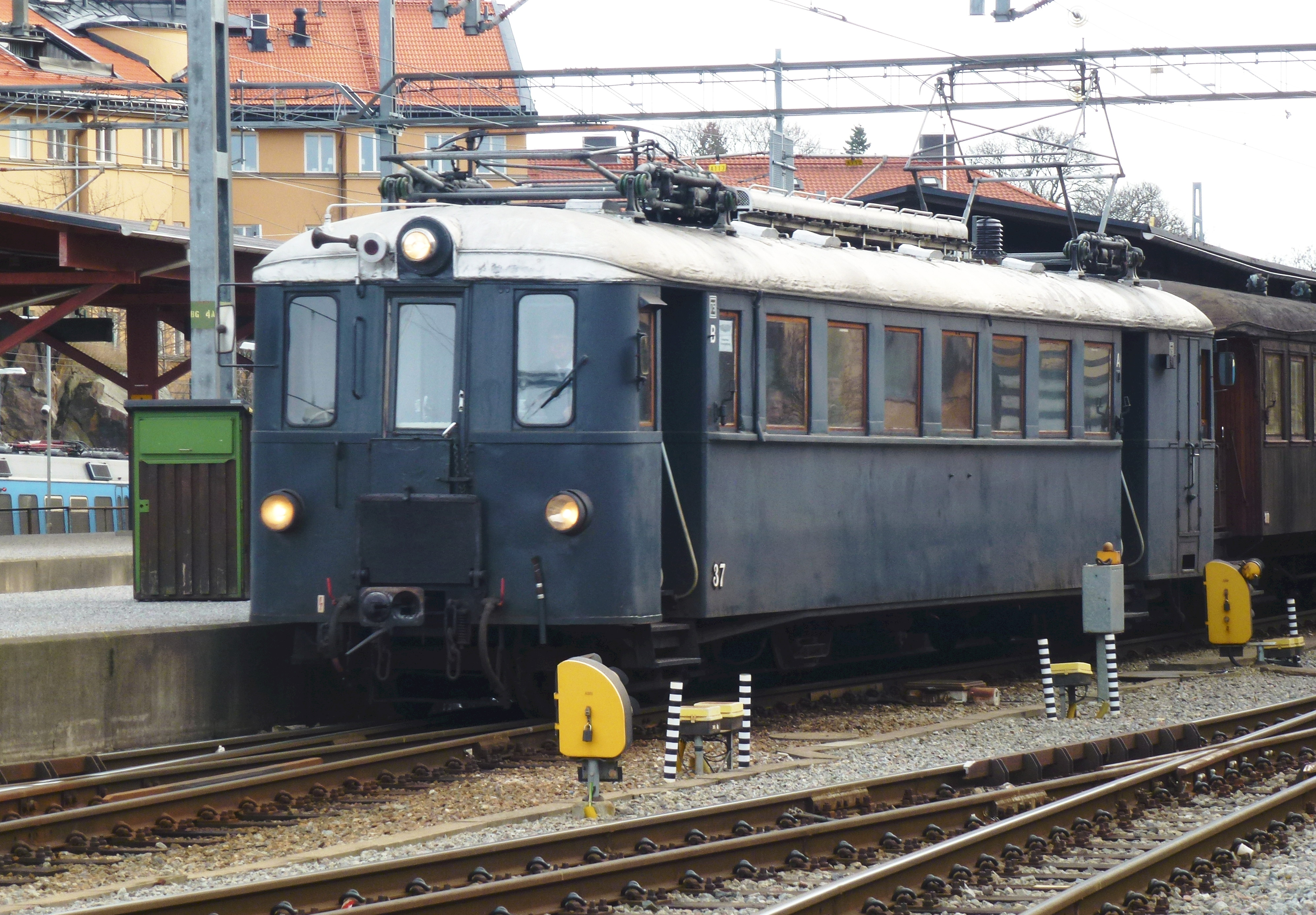
X4P 37 - SRJ 21
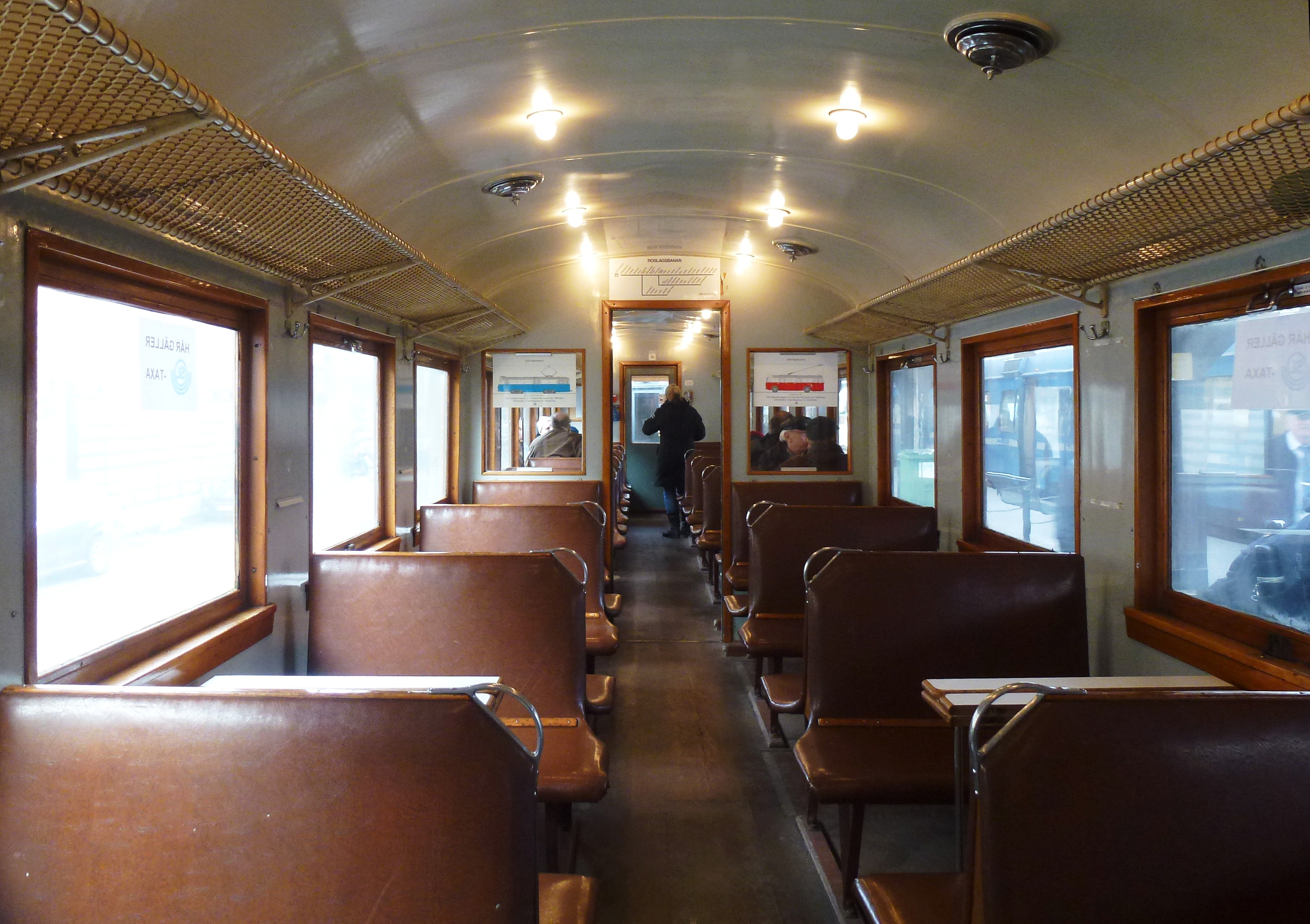
BP 880 - SRJ Co 68
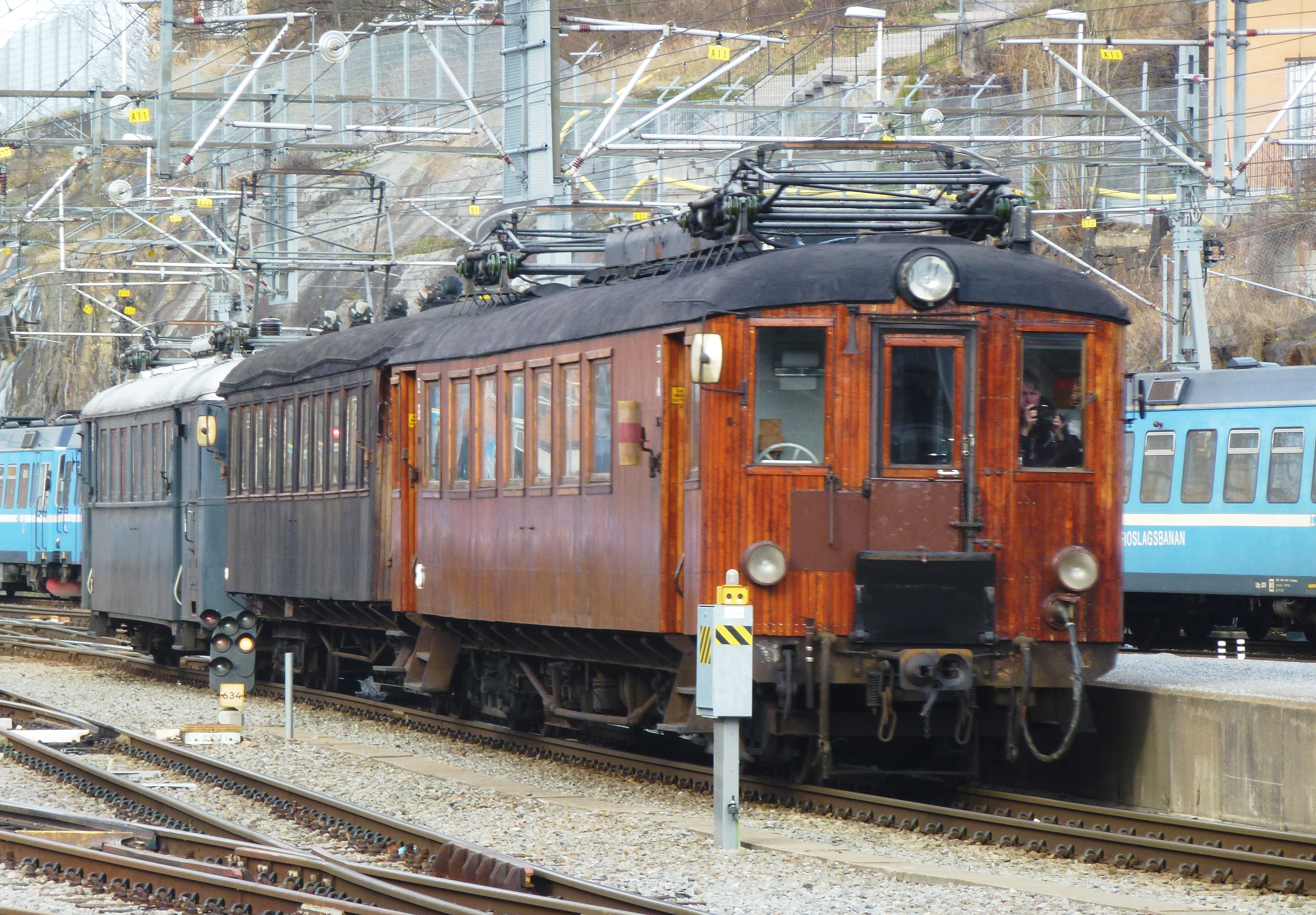
Veterantåg på Stockholms östra